# Carolina Oliveira
Carolina Machado de Oliveira  (São José dos Campos, 29 de noviembre de 1994) es una actriz y cantante brasileña. Empezó a actuar a los 9 años en la miniserie "Hoje é dia de Maria" que le hizo la primera actriz brasileña nominada a los Emmy Awards International. 
Hoy, después de haber crecido delante de las cámaras trabajando en telenovelas, películas y series Carolina se ha mudado a Barcelona donde sigue trabajando como actriz pero ahora también se dedica a la música. Su primer single Perfect Reflection está en todas las plataformas digitales.

## Biografía
Nacida en la ciudad São José dos Campos, Carolina tuvo su debut televisivo en 2005 en la miniserie "Hoje é de María", en TV Globo. 
Siguió trabajando para Tv Globo por 16 años participando en telenovelas y creando personajes icónicos como Gabriela de "Tititi", Shanti de "Caminho das Índias" que aún hoy residen en el corazón del público de Brasil.  
A Carolina siempre le ha apasionado la música ya que creció tomando clases de canto y escribió su primera canción a los 15 años: "Wish you were here". Ahora desde Barcelona enfoca su tiempo en la carrera de cantante escribiendo su primer EP y dando conciertos en la Ciudad Condal.  

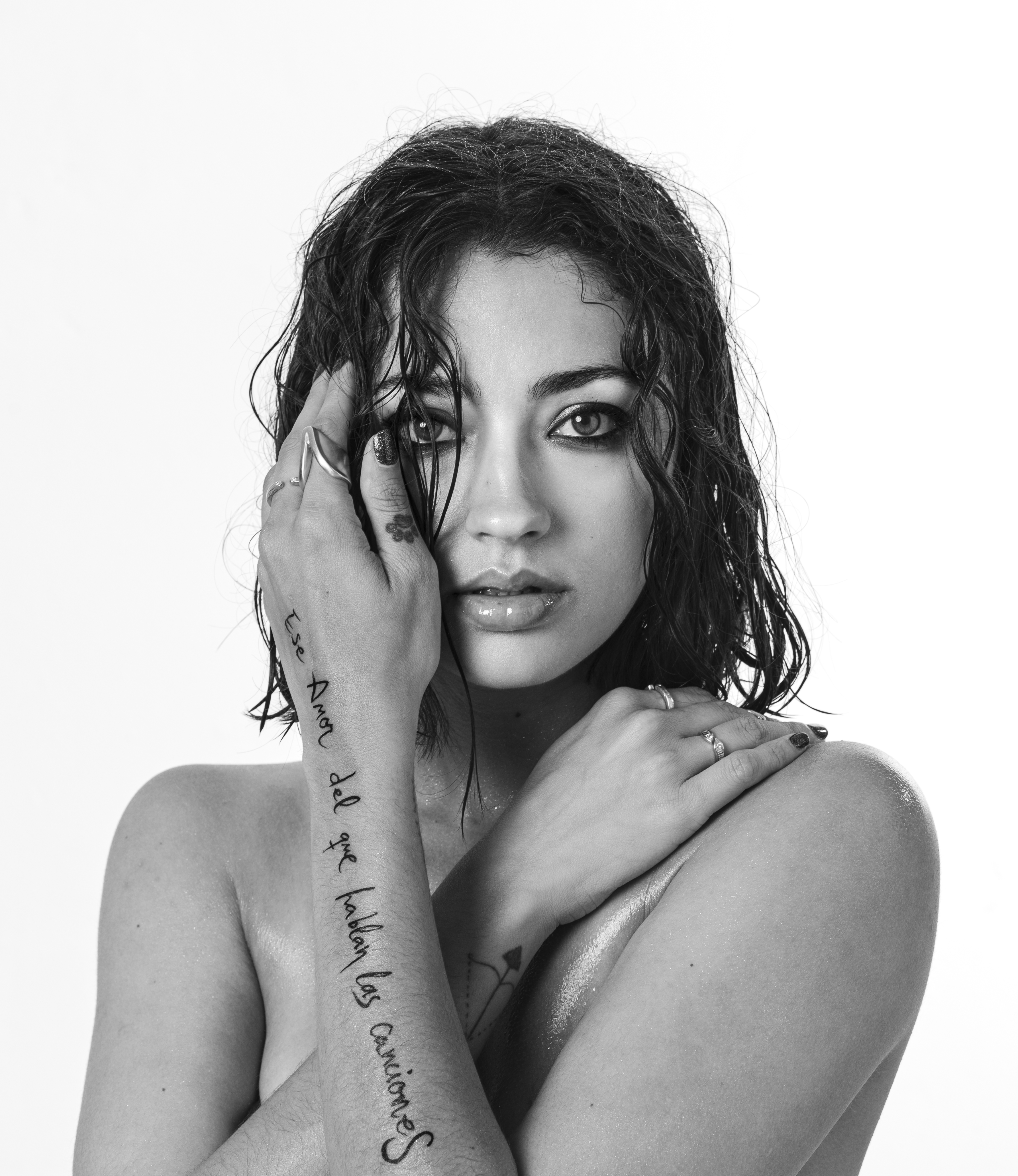
Carolina Oliveira lanza su primera canción en español "Ese amor del que hablan las canciones" foto by: @mir.lz

## Filmografía

### Televisión
| Año  | Título                      | Personaje                     |
| ---- | --------------------------- | ----------------------------- |
| 2005 | 'Hoje é Día de Maria        | Matilde                       |
| 2006 | Páginas de la vida          | Gabriela Cunha Azevedo (Gabi) |
| 2009 | India, una historia de amor | Chanti Ananda                 |
| 2010 | Cuchicheos                  | Gabriela "Gabi" Moura         |
| 2012 | As Brasileiras              | Cíntia                        |
| 2015 | I Love Paraisópolis         | Natasha                       |
| 2017 | Apocalipse                  | Susana                        |
| 2019 | Jezabel (telenovela)        | Atalía, Reina de Judá         |
| 2019 | Juacas                      | Nanda                         |
| 2021 | Génesis                     | Kira                          |